# 黑火藥級支援艦
黑火藥級支援艦是一款服役於美國海軍的潛水艇及特種作戰支援艦。

## 發展
該級船隻於2009年建成後，原為霍恩貝克離岸服務公司持有並使用。但美國海軍於2015年收購該級共四艘船隻，並作為潛水艇及特種作戰支援艦使用。

## 同級艦
| 艦名     | 舷號     | 造船廠     | 下水   | 服役   | 退役 | 現況   |
| -------- | -------- | ---------- | ------ | ------ | ---- | ------ |
| 黑火藥號 | T-AGSE-1 | 里維克工業 | 2009年 | 2015年 | 尚未 | 服役中 |
| 西風號   | T-AGSE-2 | 里維克工業 | 2009年 | 2015年 | 尚未 | 服役中 |
| 鷹視號   | T-AGSE-3 | 里維克工業 | 2009年 | 2015年 | 尚未 | 服役中 |
| 箭頭號   | T-AGSE-4 | 里維克工業 | 2009年 | 2015年 | 尚未 | 服役中 |

## 外部連結
- Navsource